# Złota kolekcja: Kochać znaczy żyć
Złota kolekcja: Kochać znaczy żyć – składanka największych przebojów Zdzisławy Sośnickiej wydana w 2000 roku przez EMI Music Poland.

## Lista utworów
| Nr  | Tytuł utworu                                                   | Tekst              | Muzyka                            | Długość |
| --- | -------------------------------------------------------------- | ------------------ | --------------------------------- | ------- |
| 1.  | „Aleja gwiazd”                                                 | Romuald Lipko      | Marek Dutkiewicz                  | 4:32    |
| 2.  | „W kolorze krwi”                                               | Romuald Lipko      | Marek Dutkiewicz                  | 5:12    |
| 3.  | „Daj zaczarować się”                                           | Romuald Lipko      | Marek Dutkiewicz                  | 4:40    |
| 4.  | „Serce pali się raz”                                           | Romuald Lipko      | Marek Dutkiewicz                  | 4:52    |
| 5.  | „Będzie, co ma być”                                            | Romuald Lipko      | Andrzej Mogielnicki               | 4:41    |
| 6.  | „Powiedz mi Panie”                                             | Romuald Lipko      | Marek Dutkiewicz                  | 5:11    |
| 7.  | „Człowiek nie jest sam”                                        | Wojciech Trzciński | Jacek Cygan                       | 4:45    |
| 8.  | „Nie czekaj na mnie w Argentynie” (Don’t Cry for Me Argentina) | Bogdan Olewicz     | Andrew Lloyd Webber               | 6:30    |
| 9.  | „Pamięć” (Memory)                                              | Jacek Cygan        | Andrew Lloyd Webber               | 4:10    |
| 10. | „Kochać, znaczy żyć”                                           | Barbara Bajer      | Jonasz Kofta                      | 3:39    |
| 11. | „Deszczowy wielbiciel”                                         | Seweryn Krajewski  | Jacek Cygan                       | 3:33    |
| 12. | „Julia i ja”                                                   | Bogdan Olewicz     | Marceli Trojan                    | 4:13    |
| 13. | „A kto się kocha w Tobie”                                      | Bogdan Olewicz     | Andrzej Korzyński                 | 3:50    |
| 14. | „Bez Ciebie jesień”                                            | Jacek Bukowski     | Mikołaj Hertel                    | 3:30    |
| 15. | „Taki dzień zdarza się raz”                                    | Jadwiga Urbanowicz | Leszek Bogdanowicz, Barbara Bajer | 2:31    |
| 16. | „Dom, który mam”                                               | Jan Zalewski       | Marek Sewen                       | 3:10    |
| 17. | „Żegnaj, lato, na rok”                                         | Bogdan Olewicz     | Wojciech Trzciński                | 4:55    |
|     |                                                                |                    |                                   | 1:13:54 |